# Bistum Port-de-Paix
Das Bistum Port-de-Paix (lat.: Dioecesis Portus Pacis) ist eine in Haiti gelegene römisch-katholische Diözese mit Sitz in Port-de-Paix.

## Geschichte
Das Bistum Port-de-Paix wurde am 3. Oktober 1861 durch Papst Pius IX. aus Gebietsabtretungen des Erzbistums Santo Domingo errichtet und dem Erzbistum Port-au-Prince als Suffraganbistum unterstellt. Das Bistum Port-de-Paix wurde am 7. April 1988 dem Erzbistum Cap-Haïtien als Suffraganbistum unterstellt.

## Bischöfe von Port-de-Paix
- Paul-Marie Le Bihain SMM (9. Oktober 1928 – 21. Mai 1935)
- Albert-Marie Guiot SMM (14. Januar 1936 – 5. Oktober 1975)
- Rémy Augustin SMM (18. September 1978 – 22. Februar 1982)
- François Colimon SMM (22. Februar 1982 – 1. März 2008)
- Pierre-Antoine Paulo OMI (1. März 2008 – 14. April 2020)
- Charles Peters Barthélus (seit 14. April 2020)